# 加藤順大
加藤 順大（かとう のぶひろ、1984年12月11日 - ）は、埼玉県上尾市出身の元サッカー選手・プロフットゴルファー・サッカー指導者。ポジションはゴールキーパー（GK）。

## 来歴
西上尾イレブンから大宮FCまでは前半はGK後半はFWの二刀流プレイヤーとして出場していた。2003年に浦和ユースからトップチームに昇格を果たす。2006年5月21日に埼玉スタジアム2002で行われたナビスコカップのグループリーグ第6節、横浜FM戦で公式戦デビューを果たした。2010年には、ナビスコカップの予選リーグ全6試合で先発フル出場を果たした。
長年に渡り都築龍太と山岸範宏の控えだったが、2011年6月11日にNACK5スタジアムで行われたJ1第14節、大宮とのさいたまダービーでトップ昇格9年目にして初のリーグ戦先発フル出場を果たした。この試合以降山岸から正GKを奪取した。リーグ戦プロ2戦目となったJ1第15節、広島戦の試合前に初めて浦和のサポーターは加藤へ対する応援歌を歌った。震災の影響で7月23日に行われたJ1第6節の甲府でペナルティーエリア外でのファウルにより、プロ入り初のレッドカードを受けた。1試合の出場停止処分が明けたJ1第19節、川崎戦で再び先発に復帰。以降はナビスコカップ、天皇杯の一部の試合を除き先発出場を続け、最終的に公式戦32試合に出場を果たしたが、最終節の柏レイソル戦では茨田陽生のミドルシュートを後逸する痛恨のミスを犯してしまい、結果的に柏の初優勝をアシストする格好となった。
2012年9月29日に国立競技場で行われたJ1第27節柏戦のロスタイムに、矢島慎也めがけ約50メートルのスローイングを投げそこからポポの得点に繋がり勝利に貢献した。この年はミハイロ・ペトロヴィッチ新監督の就任によりGKにも組立への参加が要求されたことで自身の持ち味を最大限に発揮。リーグ戦全試合に出場し、守護神として一本立ちした。
2013年も引き続きレギュラーとしてプレーしたが、中盤戦になると失点が増加。ミスも目立つようになり、終盤戦は山岸に定位置を譲った。2014年は、西川周作の加入により出場機会が激減。オフにズラタンと入れ替わる形でJ2に降格した大宮アルディージャへ完全移籍した。大宮ではFC東京から加入した塩田仁史とのポジション争いとなったが、これを制してJ1昇格の原動力となった。昇格後も正GKとしてプレーし、大宮の5位躍進に貢献。しかし2018年は、塩田や水戸から加入した笠原昂史が大宮のゴールマウスを争ったため加藤の出場は0となり、契約満了が発表された。
2019年、京都サンガF.C.へ完全移籍により加入すると発表された。しかし守護神清水圭介の壁は高く、15試合に出場するもポジションを奪うことは出来ず、第2GKとしてシーズンを過ごした。続く2020シーズンは若原智哉の台頭もあり、第3GKに降格。そしてシーズン終了後に契約満了が発表された。
2021年1月、2020年8月の設立以来強化部長を務め、この年から京都フットボールリーグ4部に参戦するマッチャモーレ京都山城に加入した。監督も兼任する。シーズン終了後、契約満了により退団。
2022年2月1日、自身のInstagramにて、サッカー選手としての現役に区切りをつけた。一方で、近年注目を集めつつあるフットゴルフにて、プロフットゴルファーとして活動を開始。以降、フットゴルフツアーに出場し、好成績を残している。さらに、選手こそ引退したが、定期的にサッカー指導者としても活躍している。
2024年、アトレチコ鈴鹿クラブのコーチに就任。

## エピソード
- 2008年8月10日に小野綾子との結婚を発表した[1][11]。2011年4月2日に第一子が誕生した[1]。
- 浦和在籍時、浦和レッズマガジンにレギュラーコーナーを持ち、自ら撮影したオフショットなどを載せていた。
- 大宮所属時の2015年J2第16節福岡戦では、味方DF渡部大輔にあたったボールを「スコーピオン」キックではじき出すというセービングを見せた。このセービングは各国のメディアで賞賛され、現役時代に実際に「スコーピオン」キックを行ったこともあるレネ・イギータも賛辞の意味を込めて、加藤のこのセービングの動画を自らのInstagramにアップロードしている。ただし、渡部と福岡の選手が競り合った際に主審が福岡の選手のファウルを取っているためこのセーブの前にプレーは途切れている。

## 所属クラブ
ユース経歴
- 西上尾イレブンファイターズ（上尾市立大石南小学校）
- 静岡中田SSS（静岡市立中田小学校）
- 静岡FC（静岡市立中田小学校）
- 清水エスパルスジュニアユース（静岡市立大里中学校）
- 大宮FC（さいたま市立泰平中学校）
- 2000年 - 2002年 浦和レッズユース（埼玉県立大宮東高等学校）
  - 2000年 - 2002年 浦和レッズ（2種登録）

プロ経歴
- 2003年 - 2014年  浦和レッズ
- 2015年 - 2018年  大宮アルディージャ
- 2019年 - 2020年  京都サンガF.C.
- 2021年  マッチャモーレ京都山城

## 個人成績
| 国内大会個人成績 | 国内大会個人成績 | 国内大会個人成績 | 国内大会個人成績 | 国内大会個人成績 | 国内大会個人成績 | 国内大会個人成績 | 国内大会個人成績 | 国内大会個人成績 | 国内大会個人成績 | 国内大会個人成績 | 国内大会個人成績 |
| 年度             | クラブ           | 背番号           | リーグ           | リーグ戦         | リーグ戦         | リーグ杯         | リーグ杯         | オープン杯       | オープン杯       | 期間通算         | 期間通算         |
| 年度             | クラブ           | 背番号           | リーグ           | 出場             | 得点             | 出場             | 得点             | 出場             | 得点             | 出場             | 得点             |
| 日本             | 日本             | 日本             | 日本             | リーグ戦         | リーグ戦         | リーグ杯         | リーグ杯         | 天皇杯           | 天皇杯           | 期間通算         | 期間通算         |
| ---------------- | ---------------- | ---------------- | ---------------- | ---------------- | ---------------- | ---------------- | ---------------- | ---------------- | ---------------- | ---------------- | ---------------- |
| 2003             | 浦和             | 28               | J1               | 0                | 0                | 0                | 0                | 0                | 0                | 0                | 0                |
| 2004             | 浦和             | 28               | J1               | 0                | 0                | 0                | 0                | 0                | 0                | 0                | 0                |
| 2005             | 浦和             | 28               | J1               | 0                | 0                | 0                | 0                | 0                | 0                | 0                | 0                |
| 2006             | 浦和             | 28               | J1               | 0                | 0                | 1                | 0                | 0                | 0                | 1                | 0                |
| 2007             | 浦和             | 28               | J1               | 0                | 0                | 0                | 0                | 0                | 0                | 0                | 0                |
| 2008             | 浦和             | 28               | J1               | 0                | 0                | 1                | 0                | 0                | 0                | 1                | 0                |
| 2009             | 浦和             | 28               | J1               | 0                | 0                | 0                | 0                | 0                | 0                | 0                | 0                |
| 2010             | 浦和             | 18               | J1               | 0                | 0                | 6                | 0                | 0                | 0                | 6                | 0                |
| 2011             | 浦和             | 18               | J1               | 26               | 0                | 5                | 0                | 1                | 0                | 32               | 0                |
| 2012             | 浦和             | 18               | J1               | 34               | 0                | 3                | 0                | 2                | 0                | 39               | 0                |
| 2013             | 浦和             | 18               | J1               | 25               | 0                | 2                | 0                | 1                | 0                | 28               | 0                |
| 2014             | 浦和             | 18               | J1               | 0                | 0                | 6                | 0                | 0                | 0                | 6                | 0                |
| 2015             | 大宮             | 1                | J2               | 37               | 0                | -                | -                | 2                | 0                | 39               | 0                |
| 2016             | 大宮             | 1                | J1               | 19               | 0                | 2                | 0                | 0                | 0                | 21               | 0                |
| 2017             | 大宮             | 1                | J1               | 21               | 0                | 3                | 0                | 2                | 0                | 26               | 0                |
| 2018             | 大宮             | 1                | J2               | 0                | 0                | -                | -                | 0                | 0                | 0                | 0                |
| 2019             | 京都             | 1                | J2               | 15               | 0                | -                | -                | 1                | 0                | 16               | 0                |
| 2020             | 京都             | 1                | J2               | 0                | 0                | -                | -                | -                | -                | 0                | 0                |
| 通算             | 日本             | 日本             | J1               | 125              | 0                | 29               | 0                | 6                | 0                | 160              | 0                |
| 通算             | 日本             | 日本             | J2               | 52               | 0                | -                | -                | 3                | 0                | 55               | 0                |
| 総通算           | 総通算           | 総通算           | 総通算           | 177              | 0                | 29               | 0                | 9                | 0                | 215              | 0                |

| 国際大会個人成績 | 国際大会個人成績 | 国際大会個人成績 | 国際大会個人成績 | 国際大会個人成績 |
| 年度             | クラブ           | 背番号           | 出場             | 得点             |
| AFC              | AFC              | AFC              | ACL              | ACL              |
| ---------------- | ---------------- | ---------------- | ---------------- | ---------------- |
| 2008             | 浦和             | 28               | 0                | 0                |
| 2013             | 浦和             | 18               | 6                | 0                |
| 通算             | AFC              | AFC              | 6                | 0                |

## 指導歴
- 2021年 マッチャモーレ京都山城 選手兼監督
- 2024年 - アトレチコ鈴鹿クラブ コーチ

## タイトル

### クラブ
浦和レッドダイヤモンズ
- J1リーグ：1回（2006年）
- J1リーグ 2ndステージ：1回（2004年）
- Jリーグカップ：1回（2003年）
- 天皇杯全日本サッカー選手権大会：2回（2005年、2006年）
- FUJI XEROX SUPER CUP：1回（2006年）
- AFCチャンピオンズリーグ：1回（2007年）

大宮アルディージャ
- J2リーグ：1回（2015年）